# Pseudorhiza nieschalkii
Pseudorhiza nieschalkii är en orkidéart som först beskrevs av Karlheinz Senghas, och fick sitt nu gällande namn av Peter Francis Hunt. Pseudorhiza nieschalkii ingår i släktet Pseudorhiza och familjen orkidéer. Inga underarter finns listade i Catalogue of Life.